# Амерички Канађани
Амерички Канађани (енгл. American Canadians; франц. Américano-Canadiens) су становници Канаде америчког порекла или Канађани који се до неке мере поистовећују са Америчким друштвом. Овај појам најчешће се користи за Канађане који су мигрирали из Америке у Канаду или имају неког претка из Америке.

## Демографија
Према попису из 2016. године, 377,410 Канађана рекли су да је њихово порекло из Америке, барем делимично.
Не постоји тачан број колико Американаца из Америке је мигрирало у Канаду од настанка две државе Америке 1776. године и Канаде 1867. године. Пре независности Америке и формације Канаде, простори данашње ове две државе заузимале су Британске колоније.
Већина Америчких Канађана бирају да живе у већим градовима као Торонто и други урбани простори јужног дела Онтариа, као Виндзор, који је у близини Детроита и Нијагариних Водопада, града у Онтарију, преко пута града Нијагарини Водопади у Њујорку, у подручју Буфало. Ванкувер, Осојус, Едмонтон у Алберти и Калгари, такође у Алберти, такође имају Америчке исељеничке колоније.